# Anthracites major
Anthracites major är en insektsart som beskrevs av Morgan Hebard 1922. Anthracites major ingår i släktet Anthracites och familjen vårtbitare. Inga underarter finns listade i Catalogue of Life.